# Růžkovy Lhotice (zámek)
Zámek Růžkovy Lhotice se nachází ve středu vesnice Růžkovy Lhotice, části obce Čechtice. Jedná se o menší barokní zámeček, který nese jméno po majitelích Janu a Jiřím Růžkových.

## Historie
Zámek byl postaven na místě bývalé tvrze v 2. polovině 18. století. V roce 1835 si zámek najmul a později i koupil František Smetana – otec Bedřich Smetany. Mladý Smetana zde proto pobýval až do roku 1844, kdy rodiče zámek prodali.
Po druhé světové válce byl zámek předán místnímu jednotnému zemědělskému družstvu. V roce 1973 jej získalo Okresní muzeum v Benešově. Zámek byl poté zrekonstruován do podoby z dob pobytu Bedřicha Smetany a v roce 1984 v něm byla otevřena hudební expozice.

## Muzeum
V zámku je umístěna pobočka vlašimského Muzea Podblanicka. Zdejší expozice „Hudební tradice Podblanicka“ se zabývá počátky Smetanovy tvorby, ale je zaměřena také na skladatele, kteří se v regionu narodili jako Josef Suk, Jan Dismas Zelenka a Josef Dukát, nebo zde působili – Richard Wagner, Gustav Mahler a další.

## Další fotografie

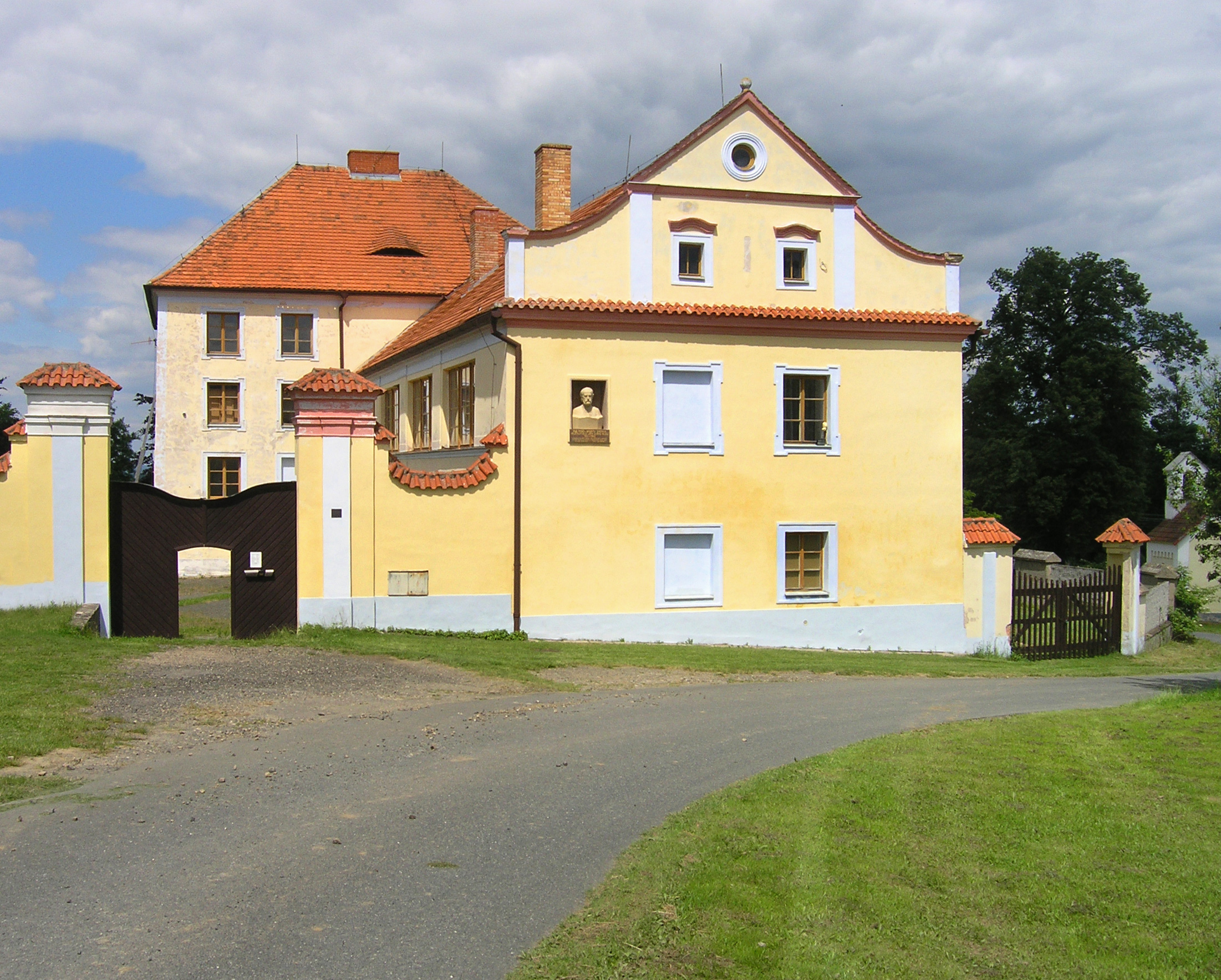
Severní průčelí s bustou Bedřicha Smetany
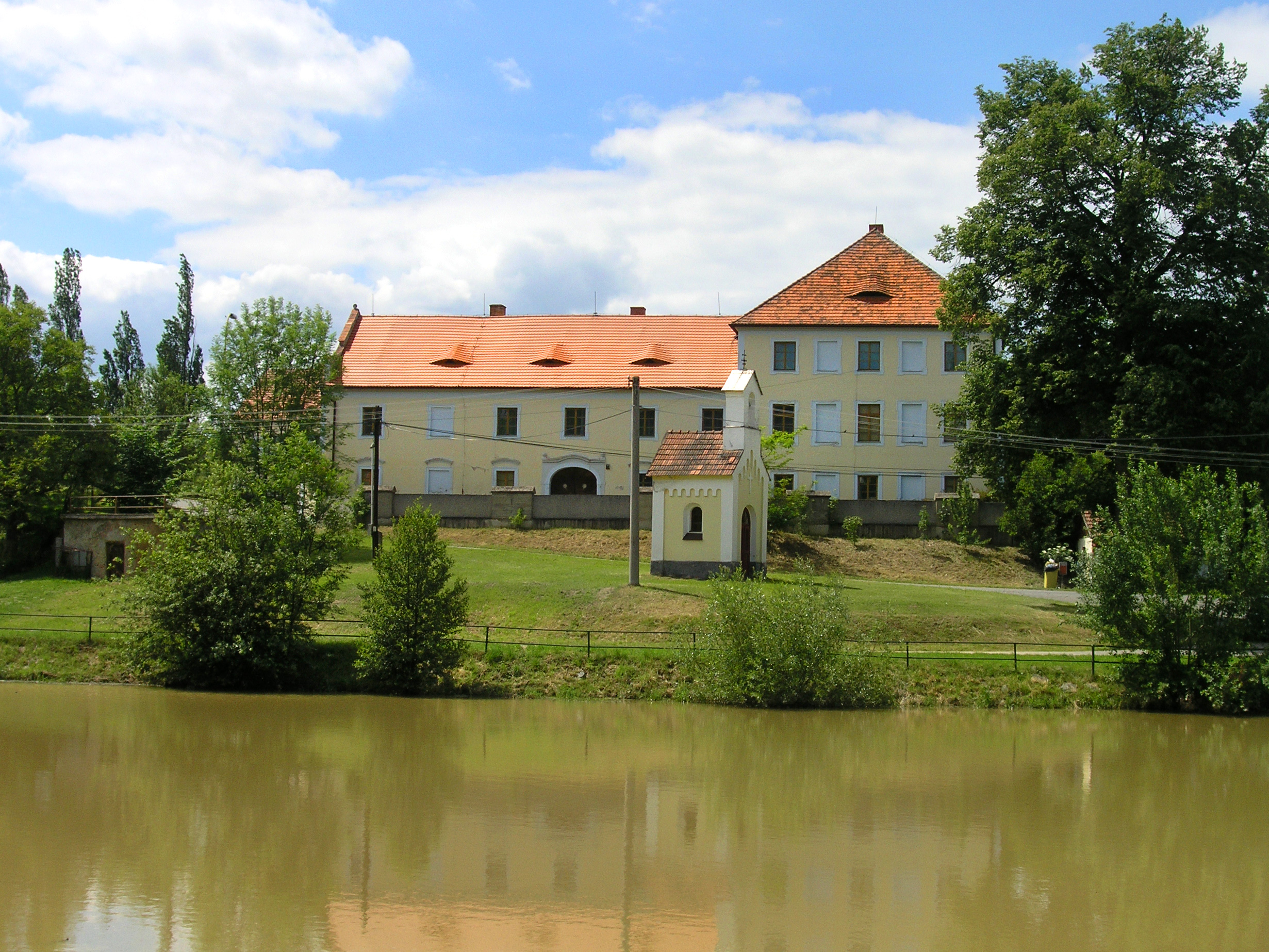
Pohled od východu
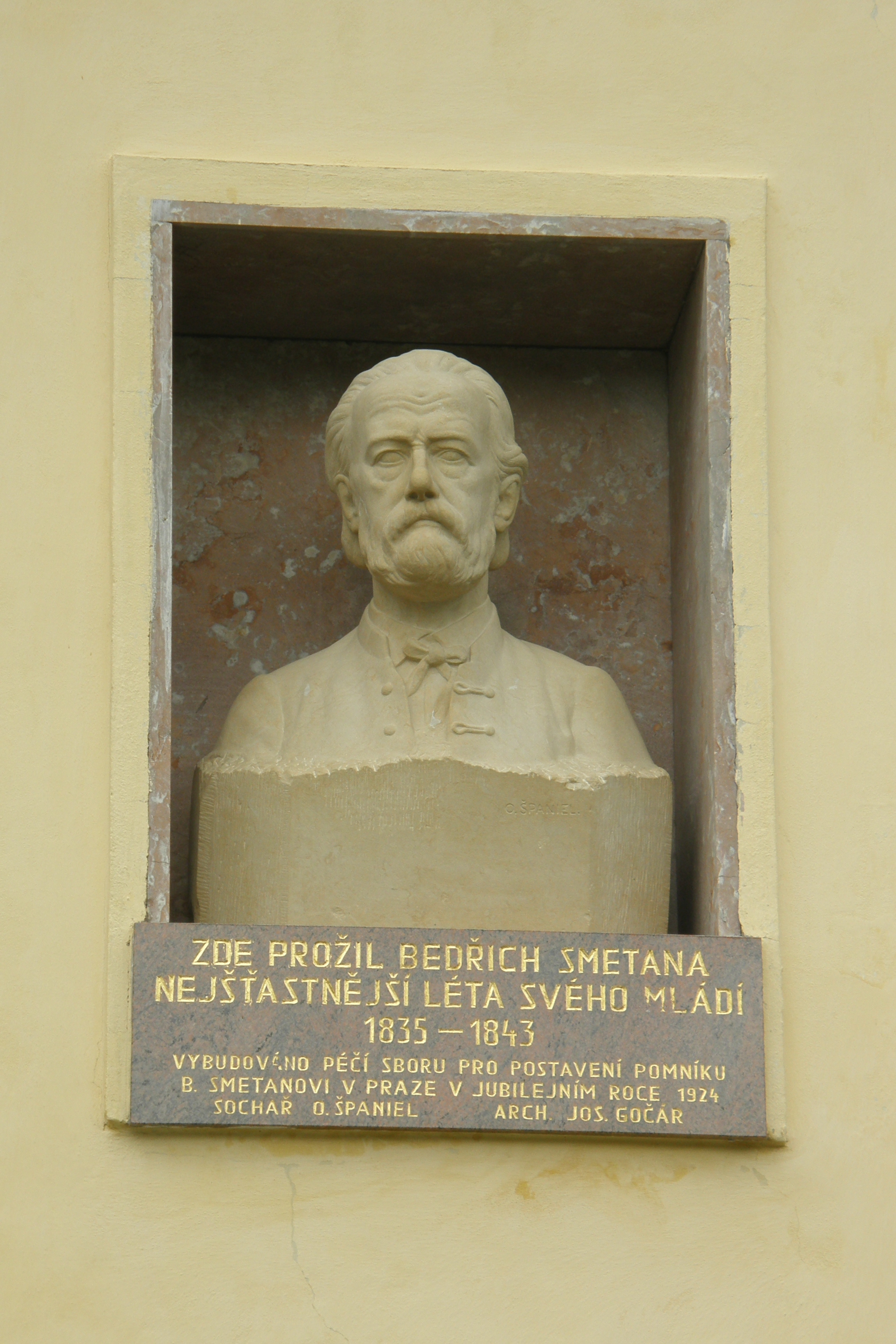
Památník Bedřicha Smetany u průčelí